# تقرير ميسي
تقرير ميسي. هو تقرير أخذ اسمه من النائب العام إدوين ميسي. وهو رسميًا، آخر تقرير تصدره لجنة النائب العام المعني بالإباحية، وهو نتيجة تحقيق شامل جرى على المواد الإباحية، وقد أمر به الرئيس الأمريكي رونالد ريغان.
نُشر التقرير في تموز من عام 1986، وقد تكون من 1960 صفحة.
وقد تكونت لجنة المدعي العام المعني بالإباحية (المعروفة بلجنة ميسي) من:
- - هنري إي. هدسون، رئيس مجلس الإدارة.
- - ديان دي كوساك.
- - بارك إليوت ديتز.
- - جيمس دوبسون.
- - الأب بروس ريتر.
- - فريدريك شاوير.
- - دين تيلتون دورفي.
- - جوديث بيكر.
- - إلين ليفين.
- -إدوارد جارسيا.
- - تكس ليزار.
- - آلان إي سيرز.

يتكون التقرير من خمسة أجزاء، موزعة على 35 فصلًا، ويحتوي على تفاصيل معظم جوانب صناعة المواد الإباحية، بما في ذلك تاريخ المواد الإباحية ومدى الحماية التي وفرها التعديل الأول لدستور الولايات المتحدة الأمريكية.
يوثق التقرير أيضًا ما خلصت إليه اللجنة من الآثار الضارة للمواد الإباحية، والعلاقات بين منتجي الإباحية والجرائم المنظمة.
حصل التقرير على انتقاد من داخل وخارج صناعة المواد الإباحية، فقد وصف بأنه متحيز وغير موثوق وغير دقيق. لكن ومع ذلك، فقد كان التقرير – إلى جانب تكتيكات الادعاء المنقحة في عهد النائب العام ميسي – فعالًا في الحد من نشاط أسواق المواد الإباحية في بعض السلطات القضائية قبل الإنترنت.

## بلاي بوي ضد ميسي
قبل إصدار التقرير، أرسل رئيس لجنة ميسي، المدعو آلان سيرس Alan Sears، رسائل حول الترويسة التي كتبتها اللجنة إلى رؤساء 23 سلسلة متاجر وشركات أخرى مناسبة، معلناً أن اللجنة قد تعدهم موزعين للمواد الإباحية وتهدد بذلك بإدراجهم في التقرير النهائي.
قام دونالد وايلدمون Donald Wildmon بتحديد قائمة الموزعين المزعومين، وهو رئيس منظمة الدعوة المسيحية المحافظة التي تحولت فيما بعد إلى جمعية الأسرة الأمريكية.
اضطرت هذه الرسائل العديد من الشركات إلى إزالة مجلات المواد الإباحية الشائعة مثل بلاي بوي وبينتهاوس من أرفف المتاجر.
فقامت كل من جمعية الكتب الأمريكية، ومجلس رابطات الموزعين الدوريين، وناشري المجلات الأمريكية، وناشري بلاي بوي وبنتهاوس  ، برفع دعاوى قضائية، بحجة أن الرسائل تشمل على تقييد مسبق، وأنَّها محظورة بموجب التعديل الأول لدستور الولايات المتحدة الأمريكية.
وقد أقرت المحكمة المحلية الأمريكية لمقاطعة كولومبيا تلك الدعاوى، مما أدى إلى تحذير اللجنة, ، وتأمرها بسحب الخطابات التي أرسلتها، ومنعها من إصدار أي قائمة تحوي على تجار التجزئة في التقرير.
وسبق «تقرير ميسي» تقرير الرئيسين ليندون جونسون ولجنة ريتشارد نيكسون حول الفحش والمواد الإباحية، والذي نُشر عام 1970 وأوصى بتخفيف القيود القانونية على المواد الإباحية.